# Nautička milja
Nautička milja ili morska milja je jedinica za mjerenje duljine. 
Nautička milja je mjerna jedinica izvan SI sustava, ali je dopuštena za upotrebu uz jedinice iz tog sustava. Upotrebljava se u pomorstvu, zrakoplovstvu te u pravnim spisima koji se odnose na određivanje međunarodnih granica na moru.
Prema međunarodno prihvaćenoj definiciji jedna nautička milja jednaka je točno 1852 metra.
Vrijednost nautičke milje je početno bila određena kao lučna udaljenost između dvije paralele udaljene jednu minutu geografske širine na površini Zemlje. Kako je Zemlja samo približno kuglastog oblika, tako i udaljenost između paralela nije svugdje ista, već može iznositi od 1842,9 m na ekvatoru, pa do 1861,7 m na polovima. Stoga je definicija promijenjena da iznosi točno 1852 metra.
Međunarodni ured za mjere i utege određuje M kao oznaku nautičke milje. Učestalo je korištenje i drugih oznaka, poput  Nm, NM, nmi, nm. Upotreba tih kratica stoga može izazvati zabunu, jer neke kratice izgledaju kao SI oznake mjernih veličina (npr. nm za nanometar, N m za njutn·metar).

## Odnos prema drugim veličinama
Jedna nautička milja iznosi:
1852 metra (točno)
1.150779 milja (kopnenih)
2.025.372 yarda
1.012.6859 fathoma
10 kabela
0,9998834 minuta na meridijanu